# Bunodeopsis pelagica
Bunodeopsis pelagica is een zeeanemonensoort uit de familie Boloceroididae.
Bunodeopsis pelagica is voor het eerst wetenschappelijk beschreven door Quoy & Gaimard in 1833.